# Émile Berr
 (mars 2022).
Émile Berr (1855-1923) est un homme de lettres français, journaliste au Figaro, rédacteur en chef de son supplément littéraire en 1895.

## Biographie
Né le 6 juin 1855 à Lunéville (Meurthe-et-Moselle) d'une famille israélite de Lorraine, Émile Berr commence sa carrière dans l'industrie et la finance. En 1886, il quitte le monde des affaires pour le journalisme, et en 1888 il entre au Figaro en qualité de reporter, avant d'être chargé du supplément littéraire. Il collabore également à La Liberté, au XIXe siècle, à la Revue bleue et à La Vie parisienne.
Grand reporter au Figaro, il voyage dans de nombreux pays d'Europe y compris au-delà des Balkans. De ses séjours dans les pays scandinaves, il en tire son premier ouvrage littéraire, Au pays des nuits blanches, salué par l'Académie française par le prix Montyon en 1901. D'autres ouvrages suivront comme Chez les autres (1902), Journal de Sonia (1904). Plus tard, il publie Les Petites choses, essai de micropsychologie (1909), Pour une dame qui voudrait penser à autre chose (1916) et L'invisible ami (1919).
Il est reçu officier de la Légion d'honneur le 24 décembre 1912.
Il décède à Paris le 9 octobre 1923.